# JUMADIBA
JUMADIBA（ジュマディバ、1998年 - ）は、日本のラッパー。「JUMADIBA」の名前はネルソン・マンデラの敬称である「MADIBA」に本名からとった音である「JU」をつなぎ合わせたもの。

## 経歴
1998年に東京都杉並区で誕生。ビートルズやオアシスが家で流れていたことから自然にUKロックに興味を持つようになった。ほかに、U2やレディオヘッドなども好んで聴いていた。また、宇多田ヒカルの『Ultra Blue』も好きだった。ヒップホップに触れはじめたのは中学生のとき、母親が聴いていたブラック・アイド・ピーズを介してであり、このあとウィル・アイ・アム、「TSUTAYAのヒップホップコーナーみたいなところから」借りてきた、ドクター・ドレーなども聴くようになった。とはいえJUMADIBAは、中高生のときには音楽活動に興味を持つことはなかった。
大学進学後の2019年、映像を専攻していたJUMADIBAは、同級生のMare Internoに影響を受けるかたちで音楽活動をはじめた。この当時のことについて彼は「大学生だったからめっちゃ時間あって。やっぱ、多分暇だったのかな。それでMare Internoと二人で、タイプビート使ってiPhoneにRecしてみようと思って。そこからラップし始めた感じですね」と述べている。2019年7月18日にシングルの「喜雨 (feat. Mare Interno)」をリリース。COVID-19の流行がはじまって以降はトラックメイキングも手掛けるようになる。その後2020年に「BARRACK」「眼光」「MADIBA」といったシングル楽曲を立て続けにリリースし、同年7月24日にはYENKEとともにコラボレーションEPの『BRACKISH』をリリースする。
2021年6月18日には1stミックステープの『Kusabi』をリリースする。同盤に収録された楽曲の多くは、彼が2020年の2月から3月にかけておこなったロンドン旅行の後につくられたものであり、ローカルな場所に根ざした意識が強くなっている。また、収録曲の半分ほどは自作トラックとなっている。2023年3月1日には2ndミックステープとして『nobori – 上り』をリリースし、これにあわせて初の全国ツアーがおこなわれた。2023年6月14日にリリースされたkZm『DOSHABURI』に客演参加する。同曲は7月26日公開のBillboard JAPANチャート TikTok Weekly Top 20で3位を獲得した。また、同年の『TikTokトレンド大賞2023』のミュージック部門にノミネートされた。12月6日には3作めとなる『noodle』がリリースされた。同盤収録曲はすべて奈良のコレクティブであるHEAVENに所属する、RY0N4によりプロデュースされた。2014年1月11日にはSpotifyによる新人サポートプログラムである『RADAR: Early Noise 2024』に選出された。

## 音楽性
オアシスやビョークに強い影響を受けており、自分の作る楽曲については「いろんな意味で王道なヒップホップではない」と述べている。また、作詞については「言葉の並びとか文章だけで100%完結しないもの」を目指している。

## ディスコグラフィー

### EP・ミックステープ
| タイトル      | 発売日        | 備考                          |
| ------------- | ------------- | ----------------------------- |
| BRACKISH      | 2020年7月24日 | YENKEとのコラボレーションEP。 |
| Kusabi        | 2021年6月18日 |                               |
| nobori – 上り | 2023年3月1日  |                               |
| noodle        | 2023年12月6日 |                               |